# شغل (فیلم ۱۹۶۱)
 شغل (ایتالیایی: Il Posto) فیلمی در ژانر درام به کارگردانی ارمانو اولمی است که در سال ۱۹۶۱ منتشر شد.

## داستان
یک فارغ‌التحصیل جوان کالج اقدام برای بدست آوردن پستی در یکی از بزرگترین شرکت‌های کشور می‌کند و…

## بازیگران
- لئوناردو دتو به عنوان آنتیتیتا ماستی
- تلیو کزیچ به عنوان روانشناس